# Citizens' Council
El Citizens' Council ("Consejo de Ciudadanos"), comúnmente conocido como el White Citizens' Council ("Consejo de Ciudadanos Blancos"), era una red asociada de organizaciones supremacistas blancas en los Estados Unidos, concentradas en el Sur. El primero se formó el 11 de julio de 1954. Después de 1956, adoptó el nombre de Citizens' Councils of America. Con alrededor de 60.000 miembros en los Estados Unidos, en su mayoría en el Sur, los Citizens' Councils se fundaron principalmente para oponerse a la integración racial de las escuelas públicas tras el fallo de la Corte Suprema de Estados Unidos en 1954 de que las escuelas públicas segregadas eran inconstitucionales. También se opusieron a los esfuerzos de registro de votantes en el Sur, donde la mayoría de los negros habían sido privados de sus derechos desde principios del siglo XX, y a la integración de instalaciones públicas durante las décadas de 1950 y 1960. Sus miembros utilizaron tácticas de intimidación que incluían boicots económicos, despidos de personas, propaganda y amenazas y actos de violencia contra activistas de derechos civiles. 
En la campaña de las elecciones presidenciales de 1968 apoyaron la candidatura del racista George Wallace, del Partido Independiente Americano, que se oponía al desmantelamiento del sistema de segregación racial y que obtuvo la victoria en cinco estados del antiguo Sur confederado, el único candidato de un tercer partido que en unas presidenciales lo lograría desde la Segunda Guerra Mundial. Por esas fechas el Citizens' Council llegó a alcanzar los doscientos cincuenta mil afiliados, presentando una apariencia más respetable que la del abiertamente racista Ku Klux Klan.
En la década de 1970, tras la aprobación de la legislación federal sobre derechos civiles y su aplicación por parte del gobierno federal, la influencia de los Councils' había disminuido considerablemente. Las listas de correo de los Councils' y algunos de los miembros de su junta se integraron en el Council of Conservative Citizens con sede en St. Louis, fundado en 1985.